# Spoorlijn Salbris - Argent
De spoorlijn Salbris - Argent was een Franse spoorlijn van Salbris naar Argent-sur-Sauldre. De lijn was 41,7 km lang en heeft als lijnnummer 693 000.

## Geschiedenis
De lijn werd geopend door de Compagnie du chemin de fer de Paris à Orléans op 15 mei 1902.
Personenvervoer werd opgeheven 6 februari 1939, goederenvervoer werd opgeheven tussen Clémont en Argent op 28 mei 1951 en tussen Salbris en Clémont op 16 december 1973. 

## Aansluitingen
In de volgende plaatsen is of was er een aansluiting op de volgende spoorlijnen:
Salbris
RFN 600 000, spoorlijn tussen Salbris en Le Blanc
Brinon
lijn tussen Orléans en Brinon-sur-Sauldre
Argent-sur-Sauldre
lijn tussen La Guerche-sur-l'Aubois en Argent-sur-Sauldre